# 噢，加拿大
《噢，加拿大》（英語：Oh, Canada）是2024年上映的美国劇情片，由保羅·許瑞德执导、编剧，改编自美国作家羅素·班克斯2021年出版的小说《已成定局》。演员阵容包括李察·基爾、雅各·艾洛迪、乌玛·瑟曼、维多利亚·希尔、米高·伊派里奧里、佩内洛普·米切尔和克莉絲汀·弗洛賽斯。本片是基尔与施拉德继《美国舞男》后第二度携手，也是施拉德在1997年的《苦難》后第二部改编自班克斯小说的电影。
电影于2024年5月17日在第77屆坎城影展全球首映。

## 故事大纲
身患绝症的左翼作家伦纳德·法伊夫为躲避越战征兵抽签，逃到加拿大。临终前，伦纳德委托纪录片电影马尔科姆和戴安娜记录他的遗言。但事实上伦纳德生活窘迫，记忆扭曲，不是可靠敘事者。

## 演员
- 李察·基爾 饰 伦纳德·法伊夫（Leonard Fife）
  - 雅各·艾洛迪 饰 年轻的伦纳德
- 乌玛·瑟曼 饰 艾玛（Emma）
- 维多利亚·希尔（英语：Victoria Hill） 饰 戴安娜（Diana）
- 米高·伊派里奧里 饰 马尔科姆（Malcolm）
- 佩内洛普·米切尔（英语：Penelope Mitchell） 饰 斯隆/艾米（Sloan/Amy）
- 克莉絲汀·弗洛賽斯 饰 艾莉西亚（Alicia）
- 扎克·谢弗（Zach Shaffer）饰 科内尔·法伊夫（Cornel Fife）

## 制片

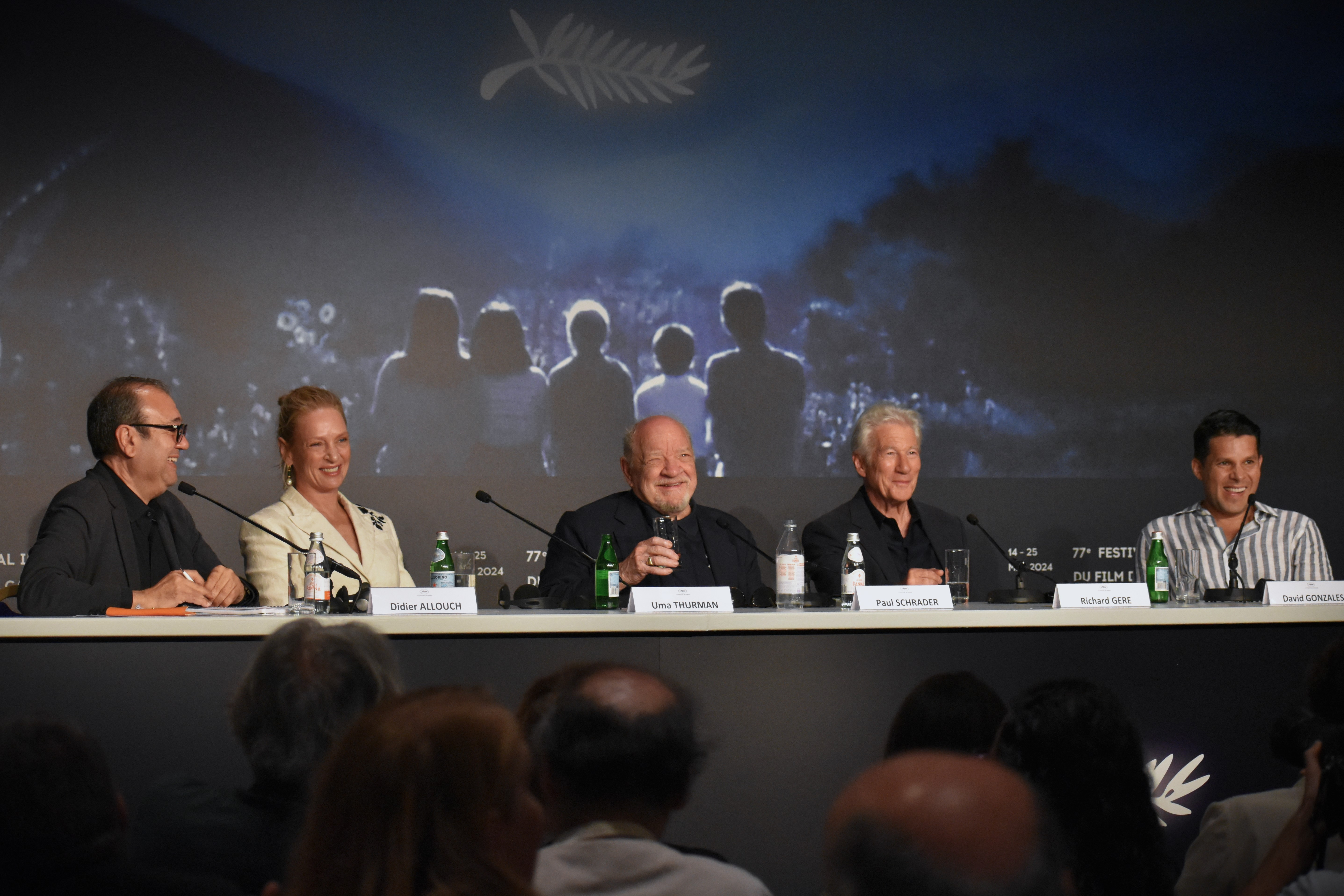
主创团队出席戛纳记者会

剧组获美国演员工会豁免，可以在演员工会大罢工期间拍摄。2023年9月，主体拍摄正式启动，至同年10月结束，历时三个星期。2023年12月，消息指克莉絲汀·弗洛賽斯、米高·伊派里奧里和乌玛·瑟曼加盟剧组。因薪水较低，罗伯特·德尼罗婉拒演出机会，由基尔接任。与施拉德在《牧師的最後誘惑》中有过合作的弧光影业（Arclight Films）同意参与本片融资，负责在欧洲电影市场期间销售影片。

## 反响
根据評論匯總网站爛番茄汇总的37篇评论文章，68%的评论家给予该作正面评价，平均打分为5.8分（满分10分）。在Metacritic上，17位影評人共給予了59分的分數（滿分100分），這部電影獲得了「評價褒貶不一或一般」。